# Hugo Eywo
Hugo Eywo (* 13. Februar 1877 als Hugo Ritter von Eywo in Wien; † 1953 in Wartberg an der Krems) war ein österreichischer Kunstradfahrer, Schauspieler, Fotograf und Kameramann.

## Leben und Wirken
Eywo entstammte einer Familie, deren angemaßter Adel von den k.k. Behörden nie anerkannt worden war. Sein Vater kämpfte als Offizier unter Kaiser Maximilian gegen die mexikanischen Republikaner. Eywo war als Schauspieler und Artist tätig, bevor er als Kunstradfahrer Bekanntheit erlangte.
Kurz nach 1900 wurde er von der französischen Pathé-Film als Kameramann angestellt, für die er ab nun Bildberichte aus der ganzen Welt anlieferte, darunter die ersten Aufnahmen des vollständig zerstörten San Francisco nach dem Erdbeben von 1906. Noch vor 1914 gründete Eywo in Wien eine Niederlassung als Fotograf, das Illustrationsbüro Wiener Photo-Centrale. Durch Eywos Anstellung beim k.u.k. Kriegspressequartier konnten er und seine Photo-Centrale das Geschäft mit Bildern vom Ersten Weltkrieg ausweiten.
Nebenbei war Eywo vereinzelt auch noch für den Film tätig. 1921 drehte er gemeinsam mit Willy Winterstein Ernst Marischkas Vierteiler Die Huronen. Im selben Jahr inszenierte er auch den Spielfilm Sonnige Träume. Seine Karriere als Kameramann endete mit dem Niedergang der Filmwirtschaft um 1924/1925. Einer seiner letzten Filme dürfte zugleich auch der historisch bekannteste gewesen sein: Die Stadt ohne Juden (1924). Eywo versuchte zwar, als Produzent und Verleiher Fuß zu fassen, blieb mit seinen diesbezüglichen Projekten erfolglos. Er übersiedelte Ende der 1940er-Jahre nach Wartberg an der Krems, wo er 1953 starb.